# 1172年
| 千纪： | 2千纪 |
| 世纪： | 11世纪 \| 12世纪 \| 13世纪                                                                                       |
| 年代： | 1140年代 \| 1150年代 \| 1160年代 \| 1170年代 \| 1180年代 \| 1190年代 \| 1200年代                                 |
| 年份： | 1167年 \| 1168年 \| 1169年 \| 1170年 \| 1171年 \| 1172年 \| 1173年 \| 1174年 \| 1175年 \| 1176年 \| 1177年       |
| 纪年： | 壬辰年（龙年）；西夏祐三年；大理利贞元年；金大定十二年；西辽崇福九年；南宋道八年；越南政隆寳應十年；日本承安二年 |

## 大事记
- 西遼以花剌子模沒有按時納貢為由發兵問罪，西遼大勝，花剌子模王朝的第四任沙阿伊爾·阿爾斯蘭也緊接著病逝，去世，其幼子蘇丹·沙赫繼任，其兄阿拉丁·塔乞失投奔西遼以花剌子模的財寶和按時繳納年貢為條件，換取了耶律普速完的支持。耶律普速完命丈夫蕭朵魯不率軍護送塔乞失回國，蘇丹·沙赫和其母圖兒罕聞訊逃走，逃往內沙布爾，再逃往阿富汗古爾王朝，花剌子模持續了一段約20年的分裂期。

## 逝世
- 伊爾·阿爾斯朗，阿拉烏丁·阿即思之子，花剌子模王朝的第四任沙阿。